# Microdalyella sillimani
Microdalyella sillimani är en plattmaskart. Microdalyella sillimani ingår i släktet Microdalyella och familjen Dalyelliidae. Inga underarter finns listade i Catalogue of Life.